# Eulima cunaeformis
Eulima cunaeformis is een slakkensoort uit de familie van de Eulimidae. De wetenschappelijke naam van de soort is voor het eerst geldig gepubliceerd in 1911 door May.